# Dersu Uzala (phim, 1975)
Dersu Uzala (tiếng Nga: Дерсу Узала, tiếng Nhật: デルス·ウザーラ) là một bộ phim phiêu lưu - mạo hiểm của Liên Xô - Nhật, đạo diễn Akira Kurosawa, ra mắt lần đầu năm 1975. Bộ phim gần như hoàn toàn quay ngoài trời trong vùng hoang dã ở Siberia. Đây là phim thứ ba của Liên Xô, sau phim tài liệu Sự thất bại của quân đội Đức Quốc xã gần Moscow, Chiến tranh và hòa bình và sau là phim Moskva không tin vào những giọt nước mắt giành giải Oscar cho phim ngoại ngữ xuất sắc nhất.
Bộ phim dựa trên cuốn hồi ký Dersu Uzala (được đặt theo tên của người đánh bẫy bản địa) năm 1923 của nhà thám hiểm người Nga Vladimir Arsenyev, kể về chuyến khám phá vùng Sikhote-Alin của vùng Viễn Đông Nga trong nhiều chuyến thám hiểm vào đầu thế kỷ 20 . Được quay gần như hoàn toàn ngoài trời ở vùng hoang dã Viễn Đông của Nga, bộ phim khám phá chủ đề về một người bản địa sống trong rừng, người hoàn toàn hòa nhập với môi trường của mình, dẫn đầu một phong cách sống chắc chắn sẽ bị phá hủy bởi sự tiến bộ của nền văn minh. Nó cũng nói về sự phát triển của sự tôn trọng và tình bạn sâu sắc giữa hai người đàn ông có xuất thân khác biệt sâu sắc, và về khó khăn trong việc đương đầu với việc mất khả năng do tuổi già.

## Nội dung
Năm 1910, trong một khu rừng đang được phát quang để phát triển, một người đàn ông có địa vị xã hội đang tìm kiếm ngôi mộ không được đánh dấu của một người bạn mà anh ta nói đã được chôn cất ba năm trước. Anh ta không thể tìm thấy bất kỳ dấu vết nào của nó giữa sự hỗn loạn của việc xây dựng tràn lan.
Sau đó, bộ phim quay lại chuyến thám hiểm khảo sát địa hình đến khu vực Shkotovo ở vùng Ussuri vào năm 1902 do cùng một người, Thuyền trưởng Arsenyev (Yury Solomin) dẫn đầu. Đầu cuộc hành trình, đoàn quân chạm trán với một thợ săn Goldi du mục tên là Dersu Uzala (Maxim Munzuk). Arsenyev ngay lập tức bị thu hút bởi khả năng của một người thợ rừng, và yêu cầu anh ta trở thành người dẫn đường cho họ vượt qua biên giới khắc nghiệt. Không nói một lời, anh ấy dẫn đầu trên con đường mòn vào sáng hôm sau.
Ngay cả những người lính cossack thô lỗ cũng coi là một ông già lập dị, ít học, Dersu nhận được sự tôn trọng của mọi người nhờ kinh nghiệm tuyệt vời, bản năng chính xác, khả năng quan sát nhạy bén và lòng trắc ẩn sâu sắc. Anh ta sửa chữa một túp lều bỏ hoang và để lại những thứ cần thiết như gạo, muối và diêm được bọc trong vỏ cây bạch dương để một du khách trong tương lai không có chúng có thể sống sót trong vùng hoang dã. Anh ta suy ra danh tính và hoàn cảnh của những người hoàn toàn xa lạ khi anh ta phân tích các dấu vết và bài báo để lại.
Thuyền trưởng Arsenyev giảm nhóm của mình xuống chỉ còn bốn người, đưa những người còn lại đến điểm hẹn trước. Vào một ngày muộn, anh và Dersu đi một mình để khám phá Hồ Khanka rộng lớn và kỳ vĩ. Khi hoàng hôn đến gần, họ bị lạc trong vùng đất đóng băng khi gió thổi qua xóa dấu vết của họ trở lại trại. Với những tia sáng cuối cùng, họ bị một trận bão tuyết bất ngờ vượt qua. Dersu chỉ đạo Arsenyev nhanh chóng cắt và thu thập lau sậy - càng nhanh càng tốt, vì mạng sống của họ, anh ta cảnh báo, phụ thuộc vào điều đó. Arsenyev tuân theo ý chí, nhưng nhanh chóng bắt đầu vấp ngã vì kiệt sức. Nhiều lần anh ta bị Dersu buộc phải hành động trở lại. Cuối cùng anh ta gục xuống, lạnh lùng. Mất phương hướng dưới ánh mặt trời và sự tĩnh lặng của sáng hôm sau, anh ghép lại với nhau rằng Dersu đã dựng một nơi trú ẩn ngoài đám lau sậy, kéo anh vào đó và cứu mạng anh. Anh mãi mãi mang ơn người bạn mới của mình.
Cả nhóm sau đó tiếp tục đi về phía trước, bị tàn phá bởi thời gian bởi sự mệt mỏi và đói khát, hầu như không thể kéo chiếc xe trượt tuyết của mình. Đối mặt với lần cuối cùng, nó bị chặn lại bởi Dersu, người đã đánh hơi được nhà của một gia đình Nani bởi mùi cá rán. Những người đàn ông được đổi mới nhờ thức ăn, hơi ấm và lòng hiếu khách của những người nông dân chất phác. Khi chuyến thám hiểm sắp kết thúc, Dersu hỏi Arsenyev rằng anh sẽ đi đâu tiếp theo. "Quay lại Khabarovsk," anh ta trả lời và mời Dersu đi cùng. Dersu nói với anh ta rằng chỗ của anh ta ở trong rừng và ngày mai anh ta sẽ lên đường. Được đề nghị trả tiền cho các dịch vụ của mình, anh ta từ chối, chỉ yêu cầu một số hộp đạn cho khẩu súng trường của mình để đi săn. Khi cả nhóm đến đường ray vào ngày hôm sau - điều mà Dersu mới chỉ nghe nói đến trước đây - anh ấy rời đi và trở về vùng hoang dã.
Năm năm trôi qua. Năm 1907, Arsenyev bắt đầu một cuộc thám hiểm khác ở Ussuri. Anh ấy lao động lập bản đồ các dãy núi trong nhiều tháng, trong khi vẫn nuôi hy vọng rằng anh ấy sẽ tình cờ gặp được người bạn thân của mình. Một đêm ở trại, một trong những người của anh ta nói rằng anh ta tình cờ gặp một thợ săn già trên đường mòn, người này đang hỏi về đơn vị của họ. Arsenyev lo lắng lao về phía người đàn ông. Ca ngợi một nhân vật đang đến gần, anh ấy vô cùng vui mừng khi Dersu trả lời cuộc gọi của anh ấy. Tối hôm đó, cả hai ngồi bên đống lửa và bắt gặp nhau. Arsenyev yêu cầu Dersu làm hướng dẫn viên một lần nữa và được chấp nhận.
Vào một thời điểm nào đó, Arsenyev chia nhóm của mình, cử một số người ngược dòng sông để tìm kiếm một chỗ cạn trong khi anh ta và một số người đàn ông cố gắng vượt qua trên một chiếc bè gỗ. Trong lúc hỗn loạn dỡ hàng, Arsenyev và Dersu bị mắc kẹt trên bè và nhanh chóng lao xuôi dòng về phía thác ghềnh nguy hiểm. Một lần nữa thấy rằng Arsenyev không biết cách tự cứu lấy mạng sống của mình, Dersu đẩy anh ta ra và bảo anh ta bơi vào bờ. Thậm chí không có một cây sào nào để chèo lái, Dursu đã tuyệt vọng nhảy lên gốc cây của người lái xe chỉ trong giây lát trước khi chiếc bè bị phá hủy trong một vụ đục thủy tinh thể. Sau đó, anh ta chỉ đạo cả nhóm chặt một cái cây có thể chạm tới anh ta trước khi sức lực của anh ta cạn kiệt trong dòng nước lũ. Lần lượt họ chỉ vào một thân cây, không thể đo được chiều cao cũng như sức nổi của cây đó, chỉ để Dersu hét nó xuống. Cuối cùng thì một con cũng được chấp nhận, bị hạ gục một cách dữ dội và buộc chặt vào gốc của nó bằng một đòn roi của mọi thắt lưng và dây nịt trong nhóm. Khi những nhánh mỏng nhất trên cùng của nó bị Dersu quét qua, anh ta tóm lấy chúng và được kéo vào bờ.
Một thời gian trôi qua, với tất cả mọi người trong tinh thần tốt. Các bức ảnh được chụp với Dersu, nhiều kiểu tạo dáng trang trọng, giả vờ đang hành động và bị bắt gặp một cách tình cờ. Arsenyev viết trong nhật ký của mình rằng một số kỷ niệm đẹp nhất của ông về Dersu xảy ra vào đầu mùa thu năm đó.
Một thời gian ngắn sau, đoàn quân đang đi bộ xuyên rừng thì Dersu nhận ra họ đang bị theo dõi bởi một con amu, một con hổ Siberia to lớn và nguy hiểm được người dân bản địa coi là linh thiêng. Khi chạm trán với một con trong chuyến thám hiểm đầu tiên, Dersu cố gắng đuổi con vật đi bằng cách nói với nó rằng khu rừng đủ lớn cho cả hai người và nó nên đi theo con đường riêng của mình. Thay vào đó, con hổ tiếp tục áp sát Dersu và Arsenyev cho đến khi Dersu buộc phải bắn vào nó (nhưng bắn trượt). Dersu ngay lập tức quẫn trí vì làm như vậy. Bất chấp lời động viên của Asenyey rằng con hổ không bị thương, Dersu tin chắc rằng nó sẽ chạy cho đến chết. Anh ta nói rằng Kangnga, vị thần rừng mà người dân của anh ta tôn thờ, sẽ không vui và sẽ gửi một amu khác đến cho anh ta. Ngay sau khi Arsenyev phát hiện ra một đồng đô la, mà Dersu thậm chí còn không nhận ra. Arsenyev hướng dẫn nơi chĩa súng trường của anh ta, phát bắn của anh ta trượt. Dersu nhận ra rằng anh ấy không còn có thể tự cung cấp cho mình với tư cách là một thợ săn. Giờ đây, bị đeo bám bởi hai nỗi sợ hãi, anh ta trở nên cáu kỉnh, la hét với các thành viên trong nhóm và xa lánh Arsenyev.
Cuối cùng, Dersu kêu gọi Đại úy Arsenyev đưa anh ta về nhà cùng mình. Người du mục nhanh chóng phát hiện ra rằng anh ta không phù hợp với việc sống trong một "chiếc hộp", thậm chí bị cấm bắn súng trường để lau nòng súng hoặc dựng lều ngủ ngoài trời, ở một nơi mà mọi người phải trả tiền nước và anh ta bị bắt vì tội cố gắng chặt một cái cây trong công viên thành phố để lấy củi đốt trong nhà. Bất chấp tình yêu dành cho Arsenyev và gia đình anh ta, Dersu nói với "đội trưởng" của mình rằng anh ta phải trở về sống trên đồi. Như một món quà chia tay, Arsenyev tặng anh ta khẩu súng trường quân sự phiên bản mới nhất.
Một thời gian sau, Arsenyev nhận được một bức điện thông báo rằng thi thể của một Goldi đã được tìm thấy, trên người anh ta không có giấy tờ tùy thân nào ngoại trừ thẻ điện thoại của Arsenyev. Arsenyev được yêu cầu đến nhận dạng nó. Đến bằng tàu hỏa, anh ta nhận ra xác chết là của Dersu mà không cần phải nhấc tấm bạt lên. Viên chức phụ trách hỏi một số câu hỏi thông thường. Khi Arsenyev trả lời rằng người đàn ông đó là bạn và là một thợ săn, viên chức này nói rằng không tìm thấy khẩu súng trường nào cùng với anh ta - sau đó suy đoán rằng anh ta hẳn đã bị giết để lấy nó. Khi những người đào mộ hoàn thành công việc của họ, Arsenyev đau lòng tìm thấy cây gậy chống của Dersu gần đó và đặt nó xuống đất bên cạnh ngôi mộ.

## Diễn viên
- Maksim Munzuk... Dersu Uzala

Một cảnh trong phim

- Yury Solomin... nhóm trưởng Vladimir Arsenyev
- Svetlana Danilchenko... vợ Arsenyev
- Dmitry Korshikov... con trai Arsenyev
- Suymenkul Chokmorov... Trương Bảo
- Vladimir Kremena... Turtygin
- Aleksandr Pyatkov... Olenin
- Mikhail Bychkov
- Sovetbek Dzhumadylov
- B.Khorulev
- Pyotr Lyubeshkin
- Daniil Netrebin
- Nikolai Volkov
- Mikhail Medvedev

## Vinh danh
- Huy chương Vàng và Giải phê bình phim - Liên hoan phim Moskva lần thứ 9 (1975)
- Phim ngoại ngữ xuất sắc nhất - Oscar (1976)
- Tượng vàng David di Donatello (phim ngoại ngữ xuất sắc nhất) - Liên hoan phim Ý (1977)
- Giải thưởng Jussi và Bằng danh dự của Hiệp hội các nhà phê bình điện ảnh Phần Lan (1976)
- Giải thưởng đặc biệt (phim ngoại ngữ xuất sắc nhất) của Hiệp hội các nhà văn Quốc gia Tây Ban Nha (1977)
- Giải Vàng (diễn viên chính xuấc sắc nhất) của Hiệp hội các nhà phê bình phim Pháp (Maksim Munzuk)
- Giải thưởng (phim ngoại ngữ xuất sắc nhất) của Hội Liên hiệp các nhà phê bình phim Tây Ban Nha (1977)
- Phim truyện hay nhất thập niên 70 - điều tra của Hiệp hội các nhà phê bình điện ảnh Peru (1980)